# Clitoria froesii
Clitoria froesii är en ärtväxtart som beskrevs av Paul R. Fantz. Clitoria froesii ingår i släktet Clitoria, och familjen ärtväxter. Inga underarter finns listade i Catalogue of Life.